# Topolice (Łódź)
Pour les articles homonymes, voir Topolice.
Topolice (prononciation [tɔpɔˈlit͡sɛ]) est un village de la gmina de Żarnów, du powiat d'Opoczno, dans la voïvodie de Łódź, situé dans le centre de la Pologne.
Il se situe à environ 5 kilomètres au nord de Żarnów (siège de la gmina), 14 kilomètres au sud-ouest d'Opoczno (siège du powiat) et 75 kilomètres au sud-est de Łódź (capitale de la voïvodie).
Sa population s'élevait à 290 habitants en 2012.

## Administration
De 1975 à 1998, le village était attaché administrativement à l'ancienne voïvodie de Piotrków.

Depuis 1999, il fait partie de la nouvelle voïvodie de Łódź.